# Siegfried Langgaard
Pour les articles homonymes, voir Langgaard.
 (septembre 2016).
Siegfried Victor Langgaard est un compositeur, pianiste, professeur et philosophe danois, né à Copenhague (Danemark) le 13 juillet 1852, décédé dans la même ville le 5 janvier 1914. Il eut comme maîtres de célèbres compositeurs tels Johann Peter Emilius Hartmann, Niels Wilhelm Gade ou encore Franz Liszt. Il est le père du compositeur Rued Langgaard (1893–1952).

## Biographie
Fils de Johannes Peter Langgaard et de Charlotte von Seydewitz, Siegfried commença à étudier le piano à l'âge de 8 ans, avec comme maître Edmund Neupert pour la pratique et Johann Christian Gebauer (qui était son oncle) pour la théorie, jusqu'à l'âge de 12 ans. Après avoir fini ses études secondaires, il continua sa voie dans la musique au Conservatoire royal danois de Copenhague de 1874 à 1876 où il retrouva ses professeurs de jeunesse. En 1878, il effectua ses débuts en tant que pianiste soliste à Copenhague. Après son premier concert et sur la recommandation d'un de ses maîtres de l'époque, Niels Wilhelm Gade, il partit à Weimar rencontrer Franz Liszt et étudia sous sa tutelle au cours des étés 1878 et 1879. En 1879, il reçut la prestigieuse bourse d'études de la fondation Ancker (Det Anckerske Legat) ce qui lui permit de retourner à Weimar rendre visite à Liszt.
D'un naturel nerveux et fragile, il stoppa sa courte carrière en tant que pianiste et devint professeur au Conservatoire royal danois de Copenhague où il enseigna de 1881 jusqu'à sa mort, tout en abandonnant petit à petit ses apparitions en public. Le 21 octobre 1881, il se maria avec Emma Foss à Copenhague. Il fut nommé durant l'année 1889, « Royal kammermusikus » à la Cour royale danoise.
Dans les dernières années de sa vie, il devint plus préoccupé par le caractère philosophique de la musique que la composition, sous l'influence des enseignements théosophiques de Rudolf Steiner.

## Œuvres
Siegfried Langgaard passa la majeure partie de sa vie à enseigner la musique en tant que professeur au Conservatoire Royal Danois de Copenhague et ne laissa qu'un nombre modeste d'œuvres, pièces pour piano ou de chant. Certaines pièces inachevées furent retravaillées ou complétées par son fils Rued Langgaard. Néanmoins, dans une lettre de Liszt datant du 7 mars 1886, celui-ci acclama son concerto pour piano en mi mineur et le ressentit comme un puissant travail héroïque. Ce concerto fut imprimé, mais ne fut jamais exécuté publiquement à l'époque.
Il composa également un second concerto pour piano qui fut achevé par son fils, en 1938, sous le titre de "Fra Arild" (De Arild – Arild étant le lieu de villégiature de la famille Langgaard en Suède).

### Principale
- Concerto pour piano en mi mineur (1885)
- Fantaisie romantique (1888)
- Étude pour la main gauche (1893)
- Mélodie

### Chant
- Cadeau du poète
- Chansons avec piano n°1-6
- Chansons de poètes nordiques
- Chansons Mère
- Chant du drapeau (1893)
- Nuit de noces (1898)
- Quatre petites chansons érotiques
- Soirée
- Sur la montagne
- Trois chansons
- Une soirée solitaire passée à éternuer

### Piano
- Trois pièces pour piano
- Ancien Sage
- Ancienne mémoire
- Andante funèbre
- Automne, Sonata alla fantasia
- Capriccio
- Chanson d'Amour
- Chant du berceau
- Consolation
- Conte de fées
- Deux élégies (La forêt sucrée, Larmes)
- Élégie
- Étude
- Fantasia Appassionata
- Galop des bacchantes
- Gavotte nº 1 en la majeur
- Gavotte nº 2 en mi mineur
- Idylle
- Impromptu pour piano
- Marche
- Menuet
- Menuetto Antico
- Musicien du village
- Polonaise en fa dièse mineur
- Salutations d'été
- Sérénade
- Six pièces pour piano opus 8 (1893)
- Valkyrie
- Valse Caprice
- Valse Élégiaque
- Valse Espagnole

### Autres
Sur la fin de sa vie, Langgaard écrivit également des pages philosophiques sur la musique.
Le premier fut publié en 1901 dans une courte monographie intitulée « Lidt om Musikkens Mission » (Brève note sur la Mission de la Musique). En 1914 juste avant sa mort, il avait élargi ses idées du sujet pour remplir trois grands manuscrits pour un total de 2140 pages. Deux de ces manuscrits portent le titre commun de « Om Kunstarternes Samklang i Verdensharmonien » (Sur la Concorde des Arts avec l'Harmonie de l'Univers). Il s'agit d'une apologie pour une escapade romantique, vision religieuse de l'art, sous la direction de Carl Nielsen, qui, dans un article de 1909 intitulé « Ord, Musik og Programmusik » (Paroles, Musique et Programme Musicale) a présenté son point de vue simple et terre à terre de l'histoire de la musique.
Les écrits de Siegfried reflètent l'influence omniprésente des pensées de Liszt et de Wagner sur l'art et la religion, en mélange avec des idées théosophiques et l'inspiration du symbolisme. L'image du monde vu à travers la philosophie de la musique de Siegfried fut important pour l'évolution musicale de son fils Rued, même si à travers certaines périodes, père et fils allèrent dans des directions opposées.

## Enregistrements
Les enregistrements des œuvres de Siegfried Langgaard sont rares. Son concerto pour piano en mi mineur, acclamé par Liszt, fut enregistré et mené par Matthias Aeschbacher en 1999, avec Oleg Marshev au piano. Sa bagatelle Mélodie fut enregistrée par le pianiste Phillip Sear en 2012.